# Loterie
Pour les articles homonymes, voir Loterie (homonymie).
 (juin 2013).
 (avril 2013).

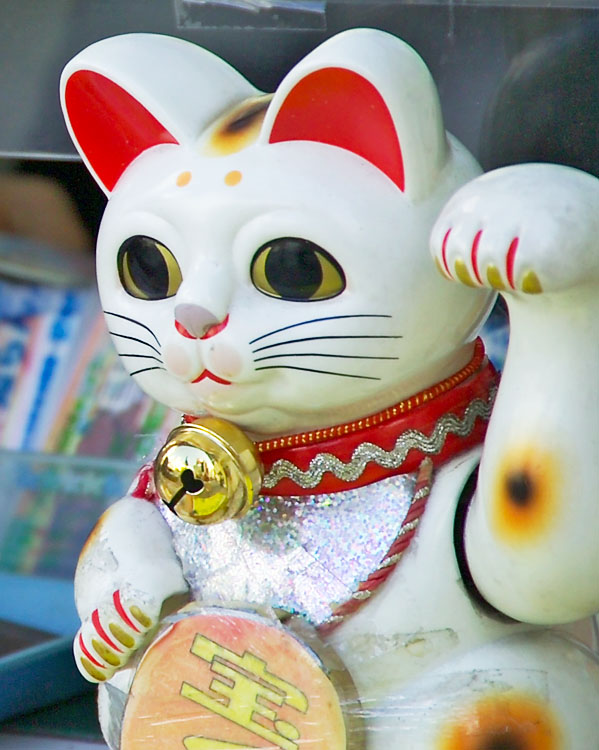
Ce chat porte-bonheur invite les passants à acheter des tickets de takarakuji à Tokyo (Japon).

La loterie, ou tombola, est un jeu d'argent et de hasard visant à distribuer des lots à des gagnants sélectionnés au hasard grâce à un tirage effectué parmi les joueurs ayant payé une mise de départ. Les joueurs (parieurs) passent un « contrat » avec un exploitant où les deux parties s'engagent réciproquement ; le « contrat » prend la forme d'une « grille » numérotée, individuelle (billet, ticket, etc.) ou collective (tableau), affichant les numéros (ou symboles) contenus dans le jeu, que l'exploitant valide ; celui-ci dispose d'un générateur de nombre aléatoire (boules numérotées dans un sac ou une sphère, tourniquet, ordinateur, résultat d'un choix préalable tenu secret, résultat d'un concours ou d'une élection, etc.) actionné par des personnes choisies ; les joueurs misent en achetant un billet à prix fixe ou en remettant une somme à un collecteur.

## Histoire de la loterie
« L'une des plus anciennes traces de loterie vient de Chine où ont été découverts des billets pour jouer à un jeu appelé Keno, utilisé durant la dynastie Han entre 205 et 187 av. J.-C. ». Cette fable grossière – et que rien, absolument rien ne permet de documenter – est répandue par certaines loteries d'Etat – notamment américaines – pour vendre le jeu Keno.
Si ce jeu – appelé en Chine, en cantonais, pak-kop piu (白鴿票 « ticket du pigeon blanc ») – a bien une origine chinoise, celle-ci ne remonte guère qu'au XIXe siècle.

### Les «loteries» chez les Romains: un malentendu
L'affirmation souvent répétée que les Romains organisaient des « loteries » lors de fêtes ou de banquets relève d'une vision anachronique : on cherche en vain dans les usages romains le pari d'argent et le tirage au sort de numéros qui caractérisent les loteries telles que nous l'entendons, c'est-à-dire dans l'acception que le terme néerlandais loterij a véhiculé dès sa naissance au XVe siècle siècle.
Les soi-disant « loteries » attribuées à Auguste s'appuient sur un texte de Suétone, qui évoque les petits cadeaux fantaisistes que l'empereur distribuait aux Saturnales à titre de largitio ; il suffit de se reporter au texte de Suétone pour constater qu'il n'est même pas question ici de tirage au sort (sortitio), mais de licitatio, c'est-à-dire de vente aux enchères, ce qui n'est pas la même chose !
Autre texte souvent sollicité, la vie d'Élagabal dans l'Histoire Auguste, ouvrage tardif et peu regardant sur la vérité historique ; Élagabal (204-222, empereur en 218) est parfois crédité de l’« invention » de la loterie, ce qui ressort du passage « Primusque hunc morem sortis instituit, quem nunc videmus » ; il s'agissait en fait de cadeaux farfelus que l'empereur adolescent distribuait à ses convives et amis en les faisant tirer au sort (sortes) ; ici, le latin ne parle que de tirage au sort ; il n'y a ni mise d'argent ni jeu sur des numéros ; en fait, la largitio impériale n'est pas un jeu mais une distribution de cadeaux lors de banquets ou de fêtes, comme les Saturnales ; le terme de « loterie » employé ici par Chastagnol est donc abusif.

### Premières loteries en Europe
Les premières loteries en Europe apparaissent à la fin du XIVe siècle et au début du XVe siècle. La plus ancienne semble bien être celle tirée à Gênes, en Italie (alors république indépendante) en 1374 sous le nom de floreni sortium « les hasards du florin ». Par la suite, les archives génoises confirment des tirages annuels à partir de 1408. Comme à Gênes, la loterie de Bruges, appelée en néerlandais loterye – d’où le français loterie –, vise à sélectionner des officiers publics, ici l’office de scrooderie (contrôle des vins). Ces loteries, débutent en 1445-1446.
On trouve aussi une loterie à Milan en 1448 – appelée ventura – pendant la « République ambrosienne ». C’est peut-être la première « loterie d’État », car elle s’adresse à toute la population et cherche à renflouer les caisses de la République, assiégée par Francesco Sforza.
Il n’est pas jusqu’à à Aix-en-Provence, où, en 1492, un important commerçant de la ville, Simon Nas, introduisit une loterie appelée « jeu de sort et fortune ». Les lots proposés étaient en étoffes de luxe. Le mode de tirage reste inconnu.

### En France
Les loteries sont des pratiques commerciales règlementées. Il s’agit de jeux désignant les gagnants par voie du sort (tirage au sort ou intervention d’un élément aléatoire). Elles sont, en principe, distinctes des concours, qui récompensent ceux qui ont subi une épreuve avec succès, comme des réponses à un questionnaire.
Les loteries sont absolument interdites dès l'instant où les quatre éléments suivants sont réunis :
- l'offre au public ;
- l'espérance d'un gain ;
- l'intervention du hasard ;
- une participation financière exigée par l’opérateur quelle qu'en soit sa forme et même si un remboursement ultérieur est prévu dans le règlement.

Cependant, la législation autorise les jeux-concours sur Internet par exemple si et seulement s'ils sont loyaux et réglementés.
En France, la plus ancienne loterie est incontestablement celle de Simon Nas, à Aix-en-Provence, en 1492 (voir plus haut). Mais ce sont surtout les Italiens de Lyon, qui introduisent dans le pays le principe de la blanque – de l’italien bianca « blanche ». Une blanque, « l’une des plus anciennes », fut organisée à Lyon par l’Aumône générale en 1537. L’affaire avait été précédée, en 1536, par une interdiction « de ne bailler doresnavant permission de faire blanques ». C’est d’ailleurs là une situation appelée à devenir classique : on prohibe d’abord strictement, jusqu’à ce que la puissance publique autorise la pratique de la loterie sous son contrôle.
Deux ans plus tard, et fort de l’expérience lyonnaise, mais aussi des loteries observées en Italie, le roi François Ier signe à Château-Renard, en mai 1539, une ordonnance instituant l'établissement d’une blanque dans le royaume. L’ordonnance octroie le privilège d'établir une blanque à Jean Laurent moyennant 2 000 livres par an. Le « maistre et facteur » de la loterie réunira les lots, qui seront « bagues et joyaux d'or et d'argent non monnoyé, or et d'argent non monnoyé et autres marchandises, dont il fera monstre publique ». Les joueurs remettront au maître leur « devise » en payant un teston valant 10 sols 6 deniers. Les devises seront inscrites dans un registre, les commis délivreront à chacun des joueurs un billet portant sa devise avec, pour éviter les confusions, le nombre sous lequel elle est enregistrée. Ce terme de nombre va bientôt être remplacé dans l'usage par celui de numéro, alors inconnu de la langue française.
Le maître crée autant de billets qu'il a de devises en son registre, et les met dans une première urne. Il établit autant de billets qu'il y a de lots, et le reste est fait de billets blancs ; les billets portant lot et les billets blancs sont mis dans une seconde boîte. Les billets à lot sont appelés « bénéfices », les autres « blancs ». Le tirage devait être fait à jour fixé, en public, sur une estrade. Une main « innocente » – c'est-à-dire celle d'un aveugle – tiré à tour de rôle les devises d'un côté, les blancs ou bénéfices de l'autre.
Le premier tirage eut lieu à Paris au cours de l'hiver suivant 1539-1540. On a cru que l’initiative s’arrêtait là, mais tout indique que cette blanque fut tirée par la suite dans les années 1540. Des lettres patentes du roi et un acte notarié rappellent que Jean Laurent était toujours « maistre et facteur » de la blanque en 1542. On crée même un office de contrôleur de la blanque à Paris, confié à Jean Séjournant, sieur de Veullon, en 1544. La loterie s’installe aussi hors de la capitale, puisqu’en 1542 Claude Yon, marchand et bourgeois de Paris, est « maistre de l’Estat et office de la Blancque » à Rouen.
Bien que le vocabulaire – blanque, numéro, bénéfice… – soit emprunté à l’italien, le mode de tirage, avec deux urnes, est absolument le même que celui pratiqué à Bruges. Il y a donc une influence double sur cette première loterie officielle du royaume. Toutefois, le terme loterie n’est pas encore utilisé : il ne le sera qu’à la fin du XVIIe siècle.
Peut-être y eut-il une interruption dans les années 1550, du moins à Paris, car à Lyon on continuait de tirer des blanques. En 1563, François Ravasson, « gentilhomme italien », « maistre de blanque », obtient du roi Charles IX la permission de dresser une blanque à Paris. Mais le Parlement s'y oppose car le nombre de billets était disproportionné par rapport à l'unique lot proposé.
Mais ces blanques répétées provoquent la colère des bourgeois et, lors des États généraux de 1614, leur suppression figure en bonne place dans le Cahier général du Tiers-État.
Le retour des loteries date de la fin du XVIIe siècle avec la Loterie de l'Hôtel de Ville à Paris, qui permettait de payer les rentes des emprunts contractés par la ville, lorsqu'elle était à court d'argent (il s'agissait donc d'un palliatif budgétaire).
Les loteries religieuses sont parfois autorisées par le pouvoir royal pour permettre à certaines congrégations en difficulté de trouver des revenus complémentaires. Elles évitent ainsi à la monarchie de devoir subvenir à leurs besoins. Les loteries permettent à de très nombreux ordres réguliers de survivre au XVIIIe siècle, de réparer, rebâtir, voire construire de nombreuses églises, en particulier, à Paris, l’église Saint-Sulpice, ou encore l’église Sainte-Geneviève, futur Panthéon de Paris. Les loteries de l'Hôtel de ville à Paris servent également à financer la restauration des monuments.
Le total des sommes générées par les loteries devient tellement important que durant la seconde moitié du XVIIIe siècle le pouvoir royal tente avec succès, mais non sans difficultés, de les récupérer à son seul profit. La monarchie commence par interdire ou récupérer pour elle certaines loteries, versant aux ordres religieux des indemnités inférieures aux revenus précédemment générés.
Elle renforce également son arsenal juridique contre les tricheurs et les faussaires. La gradation des peines est révélatrice : modérée dans le cas d'une tricherie à une loterie religieuse, sévère dans le cas d'une loterie semi-publique comme celle de l'Hôtel de ville, allant jusqu'aux galères dans le cas des loteries d'État.
Au milieu du XVIIIe siècle, Giacomo Casanova, fraîchement évadé de la prison des Plombs de Venise et alors en cavale à Paris, propose, pour financer la construction de l'École militaire, à la gloire de Louis XV, un nouveau système de recette pour les caisses de l'État : la création d'une loterie en faveur de l'École militaire nationale. Cette idée inspirée des frères Calzabigi, dont il a, précédemment, fait la connaissance, convainc les officiels et le projet est accepté par deux arrêts du Conseil d’État, des 15 août et 15 octobre 1757. L'école militaire nationale est transformée en Loterie royale de France en 1776, l'année de la création de la Administration générale des loteries. L’État s’attribue un monopole qui, à la veille de la Révolution française, lui permet d'encaisser entre 5 et 7 % de ses revenus (estimation réalisée d'après les documents disponibles aux Archives nationales).
Les loteries suscitent de nombreux débats et de violentes querelles tout au long du siècle entre les moralistes, philosophes des Lumières ou les théologiens qui considèrent les loteries comme de véritables arnaques, générant accoutumance, vice, crime et pauvreté parmi les joueurs, et d'autre part les bénéficiaires du produit des loteries. Les Archives nationales conservent un pamphlet (Des loteries, 1789) d'une virulence extrême contre les loteries, dont l'auteur est l'évêque d'Autun, Talleyrand.
La loterie est supprimée en 1791 ou 1792 par les députés révolutionnaires, mais réapparaît dès 1799. Napoléon les multiplie, en créant de nouvelles dans les provinces conquises de l'Empire.
La Loterie nationale française, ancêtre de la Française des jeux naît en 1933, dans le prolongement de la crise de 1929, qui verra la généralisation des loteries à travers le monde. Le 7 novembre 1933, Paul Bonhoure empoche la somme de 5 millions de francs lors du premier tirage de la Loterie nationale.

### Au Québec

Publicité pour la loterie de la Province de Québec, 1891.

En Nouvelle-France, les jeux de hasard sont interdits dès 1648 par voie de règlement. À partir de 1732, on fait exception pour certaines loteries de charité. En 1783, le marchand et notaire Edward Grey est chargé de la vente de billets de loterie afin de financer la construction de la prison de Montréal; « apparemment, la loterie fut un échec, car on continua de se servir de l’ancienne prison, qui remontait au Régime français. »
Laurent-Olivier David, président de la Société Saint-Jean-Baptiste de 1887 à 1893 et ministre au Parlement du Québec, doit concevoir et réaliser l’édifice du Monument-National. Pour le financer, il demande au premier ministre Honoré Mercier la mise en place d’une loterie annuelle. Malgré l’opposition du clergé, un arrêté en Conseil de 1890 établit la Loterie de la Province de Québec, qui sera renommée la Loterie du Peuple. La Citizen's League et le Witness font campagne contre cette Loterie.
En 1884 le curé Antoine Labelle obtient une loterie nationale de colonisation.
Loto-Québec a été créée en 1969 afin d'implanter une loterie publique. Elle a pour mission d'exploiter dans l'ordre et la mesure des jeux de hasard et d'argent au Québec.

## Dépendance au jeu
Les personnes qui s'adonnent aux jeux de hasard et d'argent (gambling) peuvent développer une forte dépendance à ceux-ci. On nomme cette psychopathologie « jeu pathologique ».
Parmi ceux qui s'adonnent aux jeux de hasard et d'argent (gambling en anglais), certaines personnes développent une pathologie : le jeu devient une maladie ou une addiction se traduisant par une impulsion incontrôlable à miser de l'argent. La dépendance est caractérisée par un état de besoin impérieux de faire une activité, ou de consommer un psychotrope, et par la nécessité d'en augmenter la fréquence ou la dose afin d'en maintenir l'effet et d'éviter l'état de manque (malaise, angoisse). En 1980, l'association américaine de psychiatrie reconnaissait le jeu pathologique comme un trouble de l'impulsion (DSM-III, 1980). Selon une étude, 1 à 2 % des adultes répondraient aux critères du jeu pathologique.
Sur le plan de la politique de la santé, le débat s'articule autour de deux conceptions opposées. D'un côté, une position défendue par l'industrie américaine et européenne des jeux d'argent, pour qui le taux de prévalence du jeu pathologique n'est pas corrélé à l'accessibilité aux activités de « jeu », et selon eux il n'y aurait pas lieu de les réglementer. D'un autre côté, il y a ceux pour qui une réglementation à ce niveau peut limiter substantiellement le nombre de joueurs pathologiques et les coûts sociaux importants qui sont associés à cette psychopathologie.

### Probabilité de gagner
| Nombre de balles correspondantes | Probabilité      |
| -------------------------------- | ---------------- |
| 6                                | 1 sur 13,983,816 |
| 5                                | 1 sur 54,201     |
| 4                                | 1 sur 1,032      |
| 3                                | 1 sur 57         |
| 2                                | 1 sur 7.6        |
| 1                                | 1 sur 2.4        |
| 0                                | 1 sur 2.3        |

Les chances de remporter un jackpot de loterie peuvent beaucoup varier selon la structure de la loterie. Elles dépendent de plusieurs facteurs, tels que le nombre de numéros possibles, le nombre de numéros gagnants tirés, l'importance de l'ordre des numéros, ainsi que la possibilité de remettre en jeu les numéros déjà tirés pour un futur tirage.
Dans une loterie de type "6-sur-49", un joueur sélectionne six numéros distincts de 1 à 49. Si ces six numéros correspondent à ceux tirés officiellement lors du tirage, peu importe l'ordre, le joueur remporte le jackpot. Dans ce cas, les chances de gagner le jackpot sont de 1 sur 13 983 816.
Dans les loteries qui incluent une balle bonus obligatoire, les chances de gagner sont souvent encore plus minces. Prenons l'exemple de la loterie multi-états Mega Millions aux États-Unis, où 5 numéros sont tirés parmi un groupe de 70 et 1 numéro est tiré parmi un groupe de 25. Pour remporter le jackpot, un joueur doit correspondre aux 6 numéros. Dans ce cas précis, les chances de gagner le jackpot sont de 1 sur 302 575 350.
Dans le SuperEnalotto d'Italie, les joueurs doivent correspondre à 6 numéros parmi 90, ce qui réduit considérablement leurs chances de gagner. La chance de remporter le jackpot est de 1 sur 622 614 630. Les loteries offrent également des prix inférieurs pour des correspondances partielles, améliorant ainsi les chances de gagner quelque chose et ajoutant de la valeur au billet.

## Records de gains
Le record mondial de gain est de 656 millions de dollars américain et a été partagé entre trois billets gagnants le 30 mars 2012 à la loterie Mega Millions aux États-Unis. Le record mondial de gain par une seule personne est de 590 millions de dollars américain gagné à la loterie Powerball (loterie) le 18 mai 2013 aux États-Unis. Le record de gain en Europe est de 190 millions d'euros lors du tirage de l'EuroMillions remporté au Royaume-Uni le 10 août 2012.

## Escroqueries
Appel vers un fixe ou un portable vous annonçant que vous avez gagné un bon d'achat dans une grande enseigne : Pour valider vos coordonnées, il vous faut rappeler un numéro surtaxé (en 0899 par exemple). Au bout du compte, vous ne recevez jamais de bons d'achat. Cette arnaque a d'ailleurs été dénoncée sur la plupart des sites de grandes marques. Parfois en ajoutant « c'est pris en charge par votre opérateur », mais il se retournera contre vous pour vous facturer.
Appel sur votre fixe « Votre numéro a été tiré au sort pour gagner un voyage ». Pour bénéficier de ce prétendu voyage, votre interlocuteur vous demande de rappeler une opératrice via un numéro en 0899. Il vous précise même que l'appel est gratuit et qu'il vous faut appuyer sur la touche dièse afin de joindre le service. En fait, le numéro est bien surtaxé (à la durée) et le fait d'appuyer sur la touche dièse vous empêche d'écouter les informations tarifaires. Du coup, vous pensez vraiment être sur un numéro gratuit. Votre interlocuteur vous fait patienter le plus longtemps possible pour, finalement, vous obliger à raccrocher.

## Loteries dans le monde

### Europe

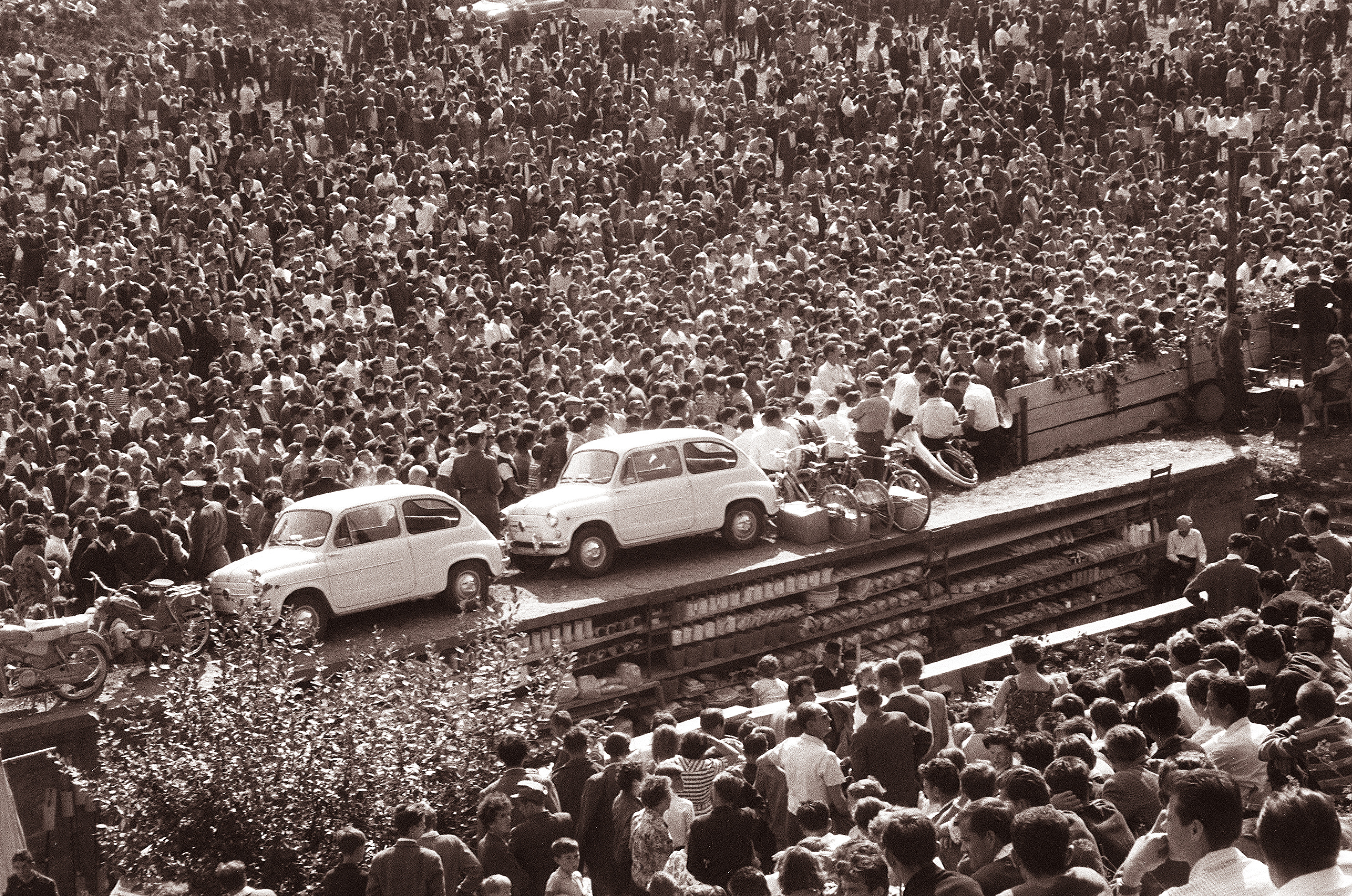
Foule assistant au tirage d'une loterie, le 2 septembre 1962 à Maribor (Yougoslavie). Exposés, les lots (visibles au centre de la photographie) sont des biens de consommation dont certains sont encore à l'époque peu accessibles dans le pays, par exemple : deux automobiles Zastava 600.

- Allemagne : Lotto 6 aus 49, Spiel 77 et Super 6
- Autriche : Lotto 6 aus 45, Lotto Plus, Joker, Bingo, Zahlenlotto et Lucky Day
- Belgique : Loterie nationale, Nationale Loterij ou Nationallotterie
- Bulgarie : TOTO 2 6/49 , TOTO 2 6/42, TOTO 2 5/35, TOTO 2 Zodiak, TOTO 2 Rozden Den et TOTO Joker
- Croatie : Hrvatska lutrija
- Danemark : Lotto, Joker et divers autres jeux
- Espagne : Loterías y Apuestas del Estado et ONCE
- Finlande : Lotto, Jokeri, Keno et divers autres jeux
- France : Française des jeux
- Grèce : Lotto 6/49, Joker 5/45 + 1/20, Proto et divers autres jeux
- Hongrie : Lottó(5/90, 6/45, 7/35), Joker, Luxor, Kenó et Puttó
- Irlande : An Post National Lottery Company, An Chrannchur Náisiúnta
- Islande : Lottó et Jóker
- Italie : Lotto, SuperEnalotto
- Norvège : Lotto, Joker et divers autres jeux
- Pays-Bas : Staatsloterij, Lotto, Lucky Day et Miljoenenspel
- Pologne : Lotto, Mini Lotto, Ekstra Pensja, Multi Multi, Kaskada et Super Szansa
- Portugal : Lotaria Clássica, Lotaria Popular et Totoloto
- Roumanie : Loteria Romana - Loto 6/49, Noroc, Loto 5/40, Super Noroc, Joker et Noroc Plus
- Royaume-Uni : autrefois la National Lottery, maintenant le Lotto, Thunderball, Set for Life, Lotto HotPicks et EuroMillions HotPicks.
- Serbie : Državna Lutrija Srbije et Lutrija Republike Srpske
- Monténégro : Lutrija Crne Gore
- Slovénie : Loto, Loto Plus, Joker et 3x3
- Suisse : Loterie romande - Swisslos
- Dans neuf pays d'Europe : EuroMillions
- Dans huit pays d'Europe : EuroDreams
- Dans dix-huit pays d'Europe : Eurojackpot
- Dans dix pays d'Europe : VikingLotto

### Océanie
- Australie : Australian Lottery Games, Powerball
- Nouvelle-Zélande : Lotto

### Afrique
- Afrique du Sud : South African National Lottery
- Côte d'Ivoire : Loterie nationale de Côte d'Ivoire
- Maroc : Loterie nationale du Maroc
- Madagascar : Loterie Malagasy loto 6/42
- Tunisie : Promosport
- Niger : Loterie nationale du Niger

### Amérique
- Argentine : Quiniela, Loto et divers autres jeux.
- Brésil : Mega-Sena et divers autres jeux.
- Canada : Lotto 6/49 et Lotto MAX et divers autres jeux provinciaux
  - Québec : Loto-Québec
- États-Unis : 
  - Mega Millions, Powerball
  - Loterie électorale Elon Musk de 2024 lancée par Elon Musk lors de la présidentielle américaine du 5 novembre 2024.
- Mexique : Lotería Nacional para la Asistencia Pública
- Porto Rico : Lotería Tradicional et Lotería Electrónica
- République dominicaine : Leidas

### Asie
- Chine : China Welfare Lottery
- Corée du Sud : Lotto
- Hong Kong : [Mark Six]
- Israël : Loto, Pais, Loto 6/36
- Japon : [Takarakuji]
- Philippines : Lotto 6/42, Mega Lotto 6/45, Super Lotto 6/49, 6 Digits Luzon, 4 Digits, Suertres Lotto, EZ2 Lotto
- Russie : [Sportloto][32],[33],[34]
- Singapour : TOTO
- Taïwan : [Lottery]
- Turquie : divers jeux gérés par Millî Piyango İdaresi (la loterie nationale turque) dont le Loto 6/49 et des jackpots
- Viêt Nam : [Xổ số trực tiếp]